# Ceratophysella guthriei
Ceratophysella guthriei är en urinsektsart som först beskrevs av James P. Folsom 1916.  Ceratophysella guthriei ingår i släktet Ceratophysella och familjen Hypogastruridae. Inga underarter finns listade i Catalogue of Life.